# José Mutis
José Celestino Mutis (6. dubna 1732 Cádiz – 11. září 1808 Bogotá) byl španělský botanik a matematik.

## Život a práce
José Mutis studoval v Cádizu medicínu a souběžně kurzy fyziky a botaniky. Lékařské zkoušky složil 2. května 1755 na sevillské univerzitě a 5. července 1757 obdržel doktorský titul.
Roku 1761 odjel jako expediční lékař do Ameriky s Pedrem Messia de la Cerda. Roku 1763 začal Mutis s rozsáhlým průzkumem jihoamerické flóry a fauny, který trval přes dvacet let. Mutis si dopisoval se španělskými i evropskými vědci, mimo jiné i s Linném. V březnu 1762, při přednášce na Colegio de Rosario, objasnil podstatu heliocentrismu a moderních experimentálních vědeckých metod, čímž se dostal do konfliktu s církví. Roku 1774 obhajoval své názory před inkvizicí. Zemřel ve věku 76 let na zápal plic. Na jeho počest byla pojmenována Jardín Botánico José Celestino Mutis v Bogotě. Jeho jméno nese i rostlinný druh Mutisia z čeledi Asteraceae.